# Мартиросян, Вазген Вартанович
 Вазген Вартанович Мартиросян  (27 декабря 1924 года, Ростов-на-Дону — 2017, Ростов-на-Дону) — специалист в области невропатологии. Доктор медицинских наук, профессор, заведующий кафедрой невропатологии и нейрохирургии Ростовского медицинского института (1974—1990).

## Биография
Вазген Вартанович Мартиросян родился 27 декабря 1924 года в городе Ростове-на-Дону. В 1942 году поступил учиться на лечебно-профилактический факультет Ростовского медицинского института. С началом Великой Отечественной войны институт был эвакуирован и Вазген Вартанович оставил учёбу. Он эвакуировался в город Душанбе, где был зачислен на первый курс местного медицинского института. В 1942 году был призван в Красную армию. Там он проходил военную подготовку на территории Марийской АССР. С конца апреля 1943 года находился в действующей армии. Воевал командиром орудия, потом радистом оперативной группы дивизии. Участвовал в составе 1-го и 2-го Украинских фронтов в боевых операциях на Курской дуге. Освобождал Киев, Будапешт и другие города Европы.
В 1945 году после демобилизации вернулся учиться на первый курс лечебного факультета Ростовского медицинского института (РГМИ). В 1950 году окончил лечебно-профилактический факультет института. Получив медицинское образование работал заместителем главного врача медсанчасти в городе Ткварчели Абхазской АССР.
С 1955 года работал ординатором кафедры нервных болезней Ростовского медицинского института, потом был ассистентом.
В 1958 году защитил кандидатскую диссертацию, в 1969 году — докторскую диссертацию на тему: «Вертебральная ангиография в диагностике опухолей задней черепной ямки». Его научными руководителями были профессора В. А. Никольский, Б. А. Сааков). Его работы были посвящены изучению обмена веществ в мозгу при новообразованиях.
Область научных интересов: нейроинфекции, нейроонкология, сосудистая патология мозга, эпилепсия и ее лечение.
В 1974 году Вазген Вартанович Мартиросян прошел по конкурсу на должность заведующего кафедрой невропатологии и нейрохирургии.
Вазген Вартанович имеет три патента на изобретения («Способ диагностики фаз рассеянного склероза», 1977; «Способ определения нейроцитотоксинов», 1978; «Способ диагностики злокачественных новообразований головного мозга», 1989), является автором около 150 научных работ, включая две монографии. Под руководством профессора В. В. Мартиросьяна были подготовлены и защищены 11 кандидатских диссертаций: Р. К. Должич, С. Н. Евтушек, В. А. Молдованов, Л. А. Чиликина, Шакер Ахмед (Ливан) и другие.
Вазген Вартанович в разное время был членом Правления Всесоюзного общества нейрохирургов, заместителем председателя областного общества невропатологов, психиатров и нейрохирургов.
С 1989 года возглавлял кафедру невропатологии и нейрохирургии Ростовского медицинского института (ныне Ростовский государственный медицинский университет).

## Награды и звания
- Орден «Красной Звезды»
- Орден Отечественной войны I степени
- Орден «Славы III степени»
- Медаль «За отвагу»
- Медаль «За доблестный труд»

## Труды
- Супратенториальные менингиомы головного мозга", Н. Д. Мехтиева, Э. С. Темиров, В. В. Мартиросян, 1982.
- Анализ влияния гелиогеофизических и метеорологических факторов на инсульты с учётом фаз солнечного цикла". Ю. А. Долгушева, В. В. Мартиросян, 2014.